# Włodzimierz Osiński
Włodzimierz Osiński (ur. 21 marca 1942 w Poznaniu, zm. 21 września 2017 tamże) – polski lekkoatleta, zawodnik i trener w skoku o tyczce.

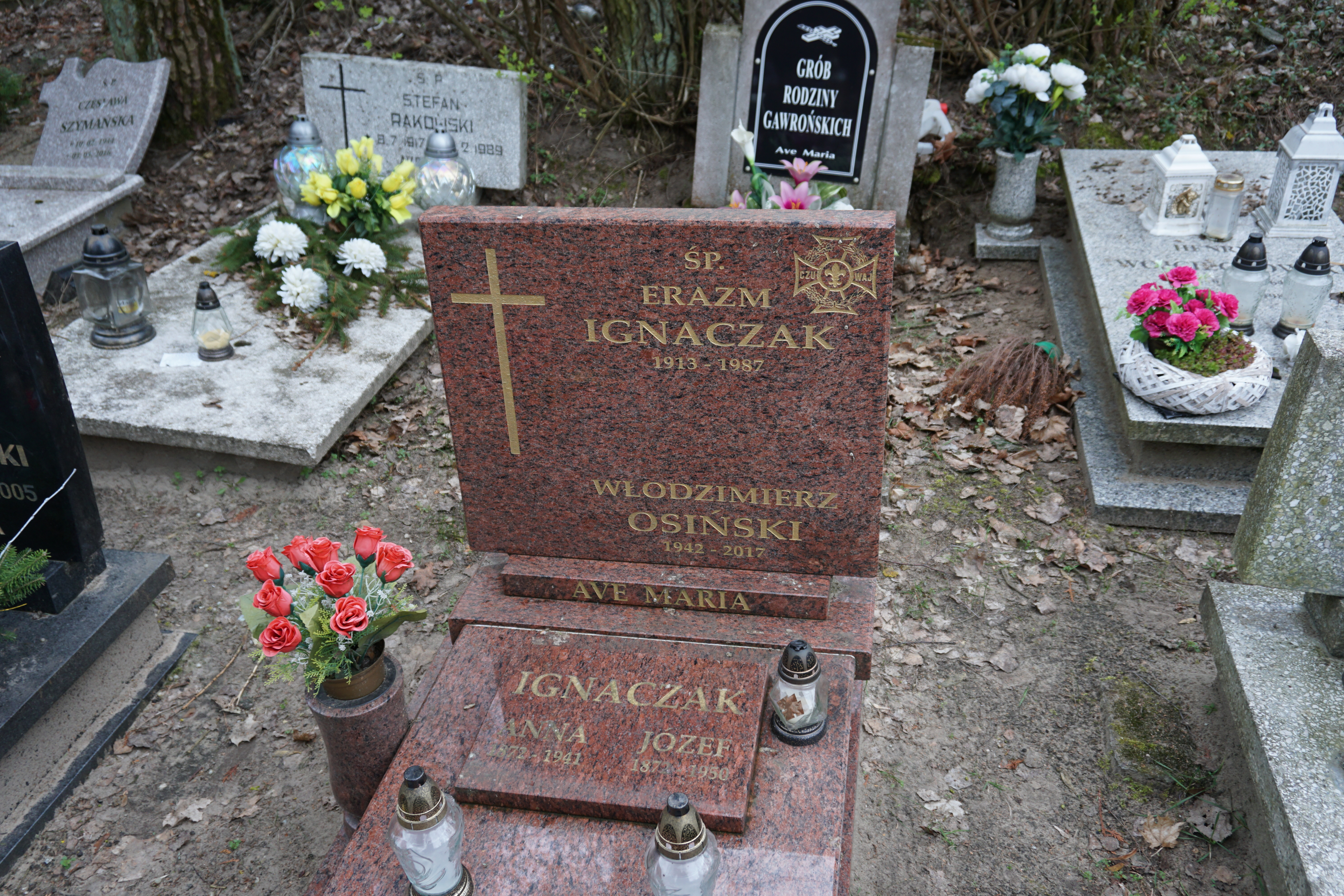
Grób Włodzimierza Osińskiego na cmentarzu Miłostowo w Poznaniu

## Życiorys
Karierę zawodniczą zaczynał w 1957, w barwach KS Energetyk Poznań, z którym związany był do 1959, następnie reprezentując w latach 1960–1965 barwy AZS Poznań, w latach 1966–1969 Warty Poznań i w latach 1970–1973 ponownie AZS Poznań. W 1962, w trakcie Światowego Festiwalu Młodzieży w Helsinkach, zajął drugie miejsce. W 1964 roku dwukrotnie ustanowił rekord Polski w skoku o tyczce, w dniu 20 czerwca – 4.74, zaś 20 lipca – 4.87. W tym samym roku został także wicemistrzem Polski. W 1967 plasował się najwyżej w trakcie swojej kariery na 31 pozycji najlepszych tyczkarzy świata (na liście klasyfikowany był od 1963). Był także brązowym medalistą mistrzostw Polski z 1970. Po zakończeniu kariery zawodniczej kontynuował działalność sportową jako trener. Był także dyrektorem w Szkole Podstawowej nr 69 im. Jarogniewa Drwęskiego (Szkoła Mistrzostwa Sportowego) w Poznaniu. Został pochowany na cmentarzu Miłostowo w Poznaniu (pole 17, rząd 2). 